# Pet Sounds
Pet Sounds es el undécimo álbum de estudio de la banda de rock estadounidense The Beach Boys, lanzado el 16 de mayo de 1966. A diferencia de sus anteriores trabajos, en donde tocaban rock and roll y surf, en este predomina el pop barroco, con un contenido lírico más sofisticado siendo más reflexivo y sentimental.
Previamente, el líder del proyecto Brian Wilson, había decidido dejar a un lado los conciertos y las giras para centrarse en el trabajo de estudio durante las grabaciones; casi todas las composiciones y arreglos musicales fueron hechos por él. De acuerdo con su concepto, el álbum se hizo con elaboradas armonías vocales, efectos de sonido, e instrumentos no convencionales, tales como instrumentos árabes, electroteremines, timbres de bicicleta, campanas, botes, botellas, y ladridos de perro; sumado a los habituales teclados y guitarras. Wilson se asoció con Tony Asher —un compositor de jingles— para que lo ayudase a escribir las letras del álbum. Todas estas innovaciones contribuyeron a crear un sonido rico y único, inusual para la música de la época.
La grabación se completó el 13 de abril de 1966, con un costo de producción total sin precedentes que superó los US$ 70 000 (equivalente a 520 000 en 2016). Su eventual sucesor, SMiLE fue cancelado como consecuencia de los problemas mentales que sufría Wilson, además del escaso apoyo del grupo en el proyecto. En 1997, se editó una versión making-of, que fue supervisada por Wilson y lanzada como The Pet Sounds Sessions, que contiene la primera mezcla en sonido estéreo del álbum.
Pet Sounds es considerado por los musicólogos como un álbum conceptual que avanzó en el campo de la producción musical, al introducir armonías y timbres no estándar e incorporar elementos de música pop, jazz, exótica, clásica y vanguardista. A pesar de que no se pudo replicar en vivo, tuvo un impacto significativo en el desarrollo de la música pop y la música rock en general, inspirando a muchos músicos a que utilizaran diversos instrumentos en sus propias grabaciones musicales. Además, promovió la legitimación cultural de la música popular, fue crucial para el desarrollo del rock progresivo y el art rock, y también ayudaría a que la música psicodélica sea la tendencia principal en los años posteriores. Sumado a ello, ha sido ampliamente considerado como uno de los más influyentes en la historia y clasificado como el mejor álbum de todos los tiempos por diversas publicaciones, como por ejemplo New Musical Express, The Times y Mojo. En 2003, ocupó la segunda posición en la lista realizada por la revista Rolling Stone de los 500 mejores álbumes de todos los tiempos. En 2004, el Registro Nacional de Grabaciones de la Biblioteca del Congreso de los Estados Unidos lo conservó por ser "cultural, histórico o estéticamente significativo". En 2015, Acclaimed Music nombró a Pet Sounds como el álbum estadísticamente más aclamado de todos los tiempos.

## Antecedentes

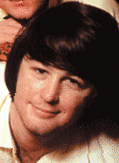
Brian Wilson en 1966. Dejó las giras para centrarse en el trabajo de estudio durante las grabaciones. Prácticamente todas las composiciones y arreglos musicales fueron hechos por él.

En julio de 1964 se editó su sexto álbum, All Summer Long, que marcó el fin del período de sus canciones playeras, puesto que a partir de ello su material tomaría un camino estilístico y lírico significativamente diferente. El 23 de diciembre en un vuelo de Los Ángeles a Houston, el compositor de la banda y productor Brian Wilson sufrió un ataque de pánico sólo horas después de que la banda tocara en el programa de variedades Shindig!, A pesar de tener solo veintidós años de edad, Wilson ya había omitido varias giras por entonces y el episodio del avión resultó devastador para su psique. Con el fin de centrar sus esfuerzos en la composición y grabación, renunció indefinidamente a las actuaciones en directo. Una vez librado de la carga, inmediatamente aparecieron grandes saltos artísticos en el desarrollo musical, evidente dentro de Today! y Summer Days (and Summer Nights!!), publicados en la primavera y el verano de 1965.

### Rubber Soul
A mediados de 1965 comenzaron a grabar el tema "Sloop John B", que precedió al resto de Pet Sounds por varios meses. Era una canción folk tradicional del Caribe que había sido sugerida a Wilson por su compañero de banda Al Jardine. Wilson grabó la pista de acompañamiento el 12 de julio de 1965, pero dejó la canción de lado por un tiempo para concentrarse en las sesiones de lo que sería su próximo LP, el jam de estudio informal Beach Boys Party, a petición de Capitol Records quien les pidió un nuevo disco para la Navidad de 1965. Wilson dedicó los últimos tres meses de 1965 a pulir la voz de "Sloop John B" y grabar seis nuevas composiciones originales. "The Little Girl I Once Knew", lanzada como sencillo independiente -sin estar incluida en ningún álbum de estudio- en noviembre, fue la última canción original de los Beach Boys publicada antes de cualquier corte de Pet Sounds. En diciembre, Capitol editó el sencillo "Barbara Ann" del álbum Beach Boys Party!, sin el conocimiento ni la aprobación del grupo. Brian expresó a los periodistas que la canción no era un disco "producido" y no debería considerarse indicativo del próximo trabajo del grupo. Del 7 al 29 de enero, el resto de la banda se fue a una gira de conciertos por Japón y Hawái.
A la mitad de las sesiones de Pet Sounds, Brian Wilson quedó cautivado con el álbum Rubber Soul de The Beatles de diciembre de 1965. Muchos álbumes hasta finales de la década de 1960 carecían de una meta artística cohesiva y eran utilizados en gran medida para vender sencillos a un precio más alto. Esto se veía reflejado en álbumes como Summer Days (and Summer Nights!!) y Today!, en donde Wilson sacrificaba porciones del disco con material de menor calidad. Wilson encontró que Rubber Soul tenía un hilo totalmente coherente. Inspirado, se dirigió corriendo a donde estaba su esposa y proclamó: "Marilyn, ¡voy a hacer el álbum más grandioso!. ¡El álbum de rock más grande jamás hecho!".

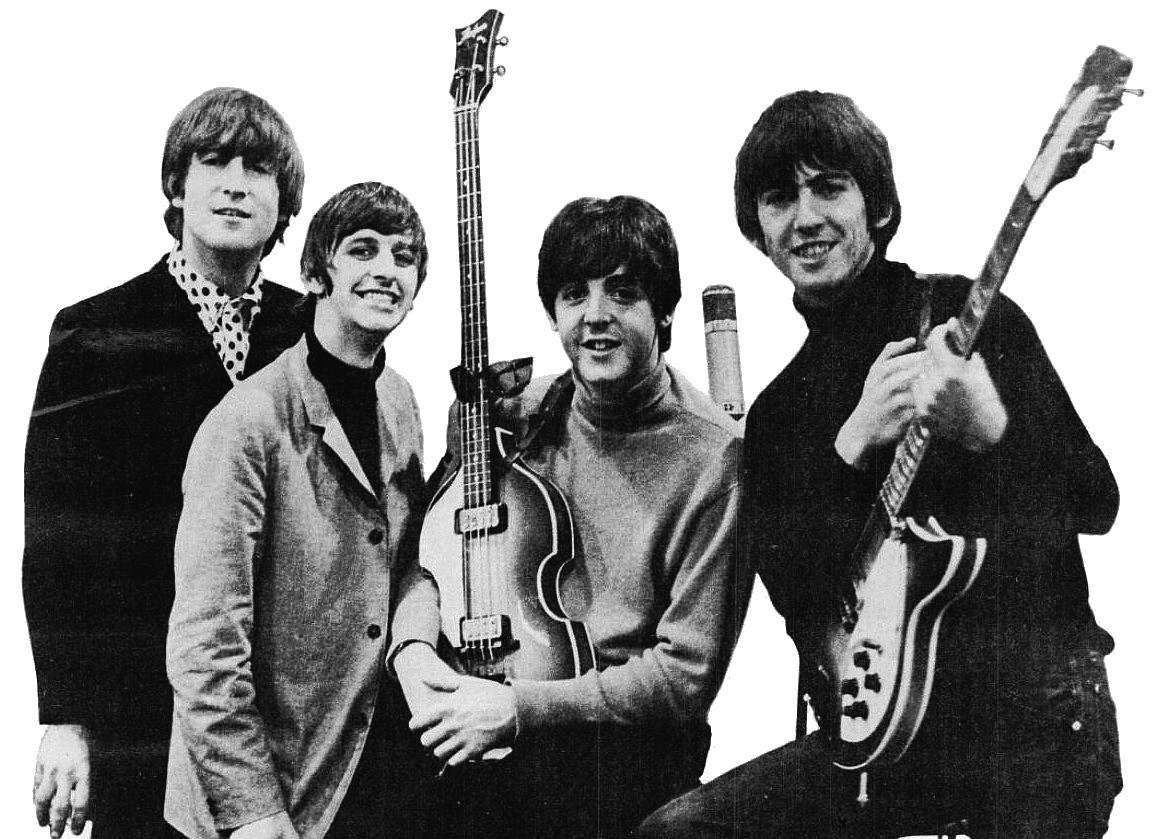
The Beatles en 1965, año cuando editaron Rubber Soul, citado frecuentemente como fuente de inspiración para Pet Sounds.

La versión británica de Rubber Soul fue editada antes que su lanzamiento en los Estados Unidos que hace hincapié en el folk rock, hecho que los críticos lo atribuyen a la influencia de Bob Dylan y The Byrds. No obstante, cabe destacar que la versión que Wilson escuchó de Rubber Soul era la concebida en su país natal. Capitol Records solía modificar los álbumes de The Beatles sustituyendo canciones, por lo que "Drive My Car", "Nowhere Man", "What Goes On" y "If I Needed Someone" no estaban incluidas en aquella edición, y en su reemplazo pusieron a "I've Just Seen a Face" y "It's Only Love" que habían sido retiradas del álbum Help! (1965).
En mayo de 2011, Brian Wilson afirmó al periódico británico The Sun, que Pet Sounds no le parecía tan bueno como el Rubber Soul de The Beatles, afirmando también que Rubber Soul es el mejor álbum de todos los tiempos.

### Tony Asher
A finales de 1965, mientras trabajaba en un estudio de grabación en Los Ángeles, Wilson conoció al joven letrista y redactor Tony Asher, que había estado trabajando en jingles publicitarios. Los dos intercambiaron ideas para las canciones y poco después, Wilson se enteró de las capacidades de escritura de Asher gracias a amigos en común, y procedió a ponerse en contacto con él para una posible colaboración lírica. Wilson le hizo escuchar algo de la música que había estado grabando y le dio un casete con una pista provisional con el título "In My Childhood". Wilson tenía un esbozo con letras, pero se negó a enseñárselas a Asher. El resultado de la prueba de audición de Asher fue finalmente la canción con el nuevo título "You Still Believe in Me" y el éxito de ella lo convenció de que Asher era el forjador de palabras que estaba buscando.

## Resistencia interna

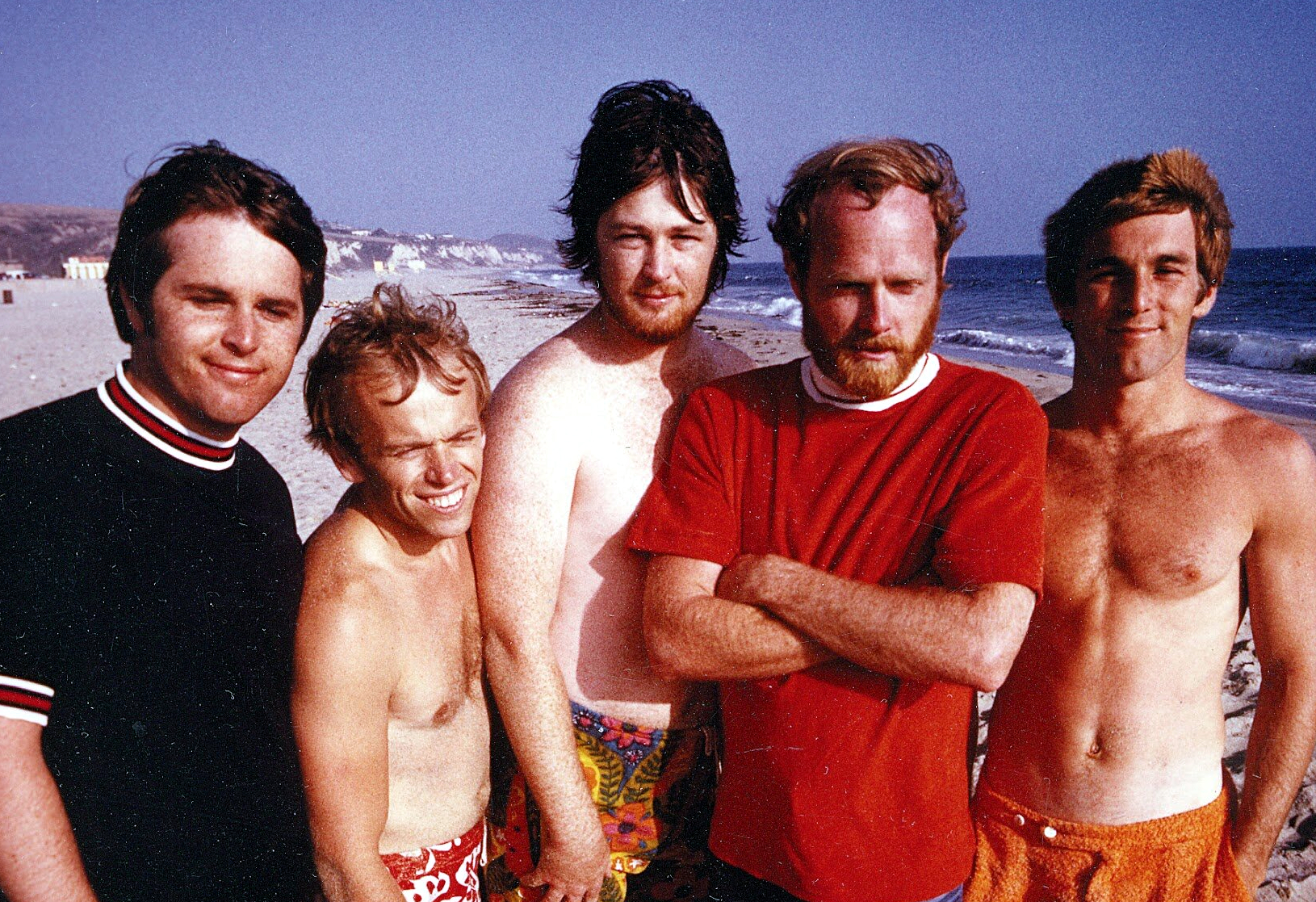
The Beach Boys en 1967, si bien existió resistencia al proyecto dentro del grupo, en esta ocasión, la convicción de Brian Wilson terminó por convencer a los otros miembros.

Pet Sounds es a veces considerado un álbum en solitario de Brian Wilson, en todo menos en el nombre. De acuerdo con distintos informes, el grupo luchó por la dirección radical que se había presentado con Pet Sounds. Con la excepción de Mike Love, a quien Wilson le había hecho escuchar partes  por teléfono, no se consultó a los otros miembros sobre ningún aspecto del disco. Cuando los otros Beach Boys regresaron de una gira de tres semanas en Japón y Hawái, se les enseñó una porción sustancial del nuevo álbum, con música que era en muchos aspectos una salida discordante con su estilo anterior. Tanto Tony Asher y Wilson afirman que existió resistencia al proyecto dentro del grupo, pero en esta ocasión, la convicción de Wilson terminó por convencer a los otros miembros. Marilyn ha añadido: "Cuando Brian escribía Pet Sounds, era difícil para los chicos comprender lo que él estaba atravesando emocionalmente y lo que quería crear. Su necesidad. Su autonecesidad. Fue difícil porque no sentían lo que él estaba pasando y qué dirección estaba tratando de tomar". Carl Wilson dijo que tales acusaciones eran "tonterías" y agregó que: "Nos encantó ese disco. A todos les encantó ese disco, fue un placer hacerlo". Además añadió: "Me encantó cada minuto de él. Él [Brian] no podía equivocarse. Él me podía tocar cualquier cosa, y me encantaría". Al Jardine difería en sus recuerdos: "No estaba exactamente emocionado con el cambio [en el estilo musical], pero llegué a apreciarlo tan pronto como comenzamos a trabajar en él. No se parecía a nada que hubiéramos escuchado antes". Explicó que "nos tomó bastante tiempo adaptarnos [al nuevo material] porque no era música con la que necesariamente podías bailar, era más como música con la que podías hacer el amor".
Cualesquiera que fueran las objeciones que los miembros de la banda pudieran haber tenido, se reservaron principalmente para la letra, no para la música en sí. Musicalmente, les preocupaba cómo reproducirían las canciones en concierto. Love dijo que su único desacuerdo se refería a la letra de "Hang On to Your Ego", aunque Jardine recordó que Love en general estaba "muy confundido" sobre el álbum. En defensa de Love, Asher dijo que "[Mike] nunca fue crítico sobre lo que [el álbum] era, simplemente decía que no era correcto para los Beach Boys". Asher dijo que Jardine había compartido este punto de vista.
Los autores Andrew Doe y John Tobler escribieron que a Dennis Wilson y Bruce Johnston les encantó el álbum, y Jardine admitió que: "Seguro que no suena como las cosas viejas". Brian expresó:

Creo que ellos [los Beach Boys] pensaban que era un álbum 'Brian Wilson solista'. Sabían que Brian Wilson iba a ser una entidad independiente, que era una fuerza propia, y se consideró en general que los Beach Boys eran lo principal. Así que con Pet Sounds, hubo una resistencia porque yo estaba haciendo la mayor parte de la obra artística en ella verbalmente, y por eso hubo un poco de lucha intergrupal. Se resolvió en el hecho de que se dieron cuenta de que se trataba de un escaparate para Brian Wilson, pero seguía siendo de los Beach Boys. En otras palabras, cedieron. Me dejaron tener mi pequeña temporada.

## Música y estilo
La crítica ha calificado a Pet Sounds dentro de distintos subgéneros del rock; según el periodista musical Jim DeRogatis es un álbum de rock psicodélico, mientras que para Goldmine y The Journal Sentinel lo calificaron de pop psicodélico. Por su parte, el escritor Vernon Joyson observó devaneos con el rock ácido. Asimismo, Associated Press lo nombró una obra de pop barroco, mientras que el autor Domenic Priore se refirió a él como rock sinfónico. El profesor Kelly Fisher Lowe lo consideró un "disco de rock experimental". Según el biógrafo Jon Stebbins: "Brian desafía toda noción de género". Su entorno sonoro innovador incorpora elementos de pop, jazz, clásica, exótica y música de vanguardia, como añade Stebbins: "No hay mucho rocking aquí, y aún menos rolling. Pet Sounds es a veces futurista, progresiva y experimental... no hay boogie-woogie".
La instrumentación es estilística se apropió de una amplia variedad de culturas, con cierta relación con los productores Martin Denny, Les Baxter, y Esquivel. Wilson concibió arreglos experimentales, que en palabras de Scott Schindler "se combinan con montajes de rock convencional con diversos instrumentos exóticos, produciendo nuevos sonidos con una rica textura que recuerda a obras sinfónicas debajo de capas de armónicos vocales". Como ejemplo de la instrumentación del álbum, se usaron diversos instrumentos de cuerda, theremín, flautas, clavicordio, timbres de bicicleta, botellas de bebidas, y ladridos de los perros de Brian.
Como escribe el autor James Perone, las composiciones de Wilson incluyen cambios de tempo, ambigüedad métrica y colores de tonos inusuales que, culturalmente hablando, eliminan la música de "casi cualquier otra cosa que estaba pasando en la música pop de 1966". En referencia a la canción de apertura "Wouldn't It Be Nice", Perone recuerda que suena "mucho menos que una banda de rock, complementado con la instrumentación auxiliar... de una banda de rock integrada en una mezcla ecléctica de instrumentación de estudio". En la segunda pista "You Still Believe in Me", "uno de los puntos más altos de la composición y la interpretación vocal de Brian" según Perone, "la línea melódica descendiente en la parte que dice I want to cry, es su respuesta a la comprensión de que su novia todavía cree en él a pesar de sus fracasos del pasado". Él describe el "decaimiento paulatino del intervalo de tercera al final de cada verso" a ser una característica típicamente "wilsoniana". La característica se repite junto a un "motivo suspiro madrigal" en "That's Not Me", donde el motivo concluye cada línea de los versos. Este motivo de suspiro luego aparece en la siguiente canción, "Don't Talk (Put your head in my Shoulder)", una pieza inspirada en la música clásica, y una vez más en "Caroline, No".
El álbum incluye dos temas instrumentales sofisticados compuestos únicamente por Brian Wilson. Uno de ellos la melancólica "Let's Go Away for Awhile", con un título entre paréntesis que decía "And Then We'll Have World Peace", la otra: la canción que da título al álbum, "Pet Sounds". El subtítulo provisional de "Let's Go Away for Awhile" fue un latiguillo del álbum How To Speak Hip (1959) del género palabra hablada de Del Close & John Brent que era el favorito de Brian. Ambas piezas se habían registrado como pistas de acompañamiento para las canciones existentes, pero cuando el álbum llegaba a su término Brian habían decidido que las pistas funcionaron mejor sin voces. Por "Let's Go Away for Awhile", Perone observó: "Hay características melódicas pero ninguna melodía que cantar. Como una composición instrumental, esto proporciona a la pieza una sensación atmosférica; sin embargo, es difícil de definir el estado de ánimo exacto". De la pieza "Pet Sounds", es la canción que más representa el patrimonio de surf de los Beach Boys más que cualquier otra canción en el álbum, con su énfasis en las guitarras, aunque Perone sostiene que es no es realmente una composición de surf, citando su elaborado arreglo que implica un sinnúmero de piezas auxiliares de percusión, repentinos cambios de texturas, y da énfasis de la batería más cercana a una banda de rock tradicional.
Fussili observó sobre los matices de Brian: "[se] pasean lejos de la lógica de su composición sólo para volver triunfante a confirmar la intención emocional de su trabajo", esto se repite en numerosas ocasiones en Pet Sounds, pero que nunca para "evocar una sensación de alegría desenfrenada" como fue el caso del sencillo que se editó poco antes de comenzar la grabación del nuevo álbum, "The Little Girl I Once Knew". Tal ocurre dentro de "God Only Knows", que contiene un tono ambivalente y acordes no diatónicos.
Los críticos Richard Goldstein y Nik Cohn notaron incongruencia entre la música y las letras, cuando este último sugirió que el álbum está compuesto por canciones tristes sobre la felicidad a la vez que celebra la soledad y el dolor.
Según Brian, su proceso de escritura en el momento implicaba ir al piano a la búsqueda de sus feels, que describió como "secuencias de notas breves, fragmentos de ideas", y que "una vez que están fuera de mi cabeza y en al aire libre, puedo verlos e interpretarlos con firmeza. Ya no son 'feels'". Tony Asher sostiene que su contribución en la parte musical fue mínima, más que nada él sirvió como una segunda opinión para Brian mientras trabajaba posibles melodías y progresiones de acordes, aunque en algunos casos ambos intercambiaron ideas. De su papel como coletrista, Asher declaró: "El tenor general de las letras fue siempre suyo ... y la elección real de las palabras era por lo general mío. Yo estaba siendo realmente sólo su intérprete".
Aunque la mayoría de las canciones fueron compuestas con Tony Asher, "I Know There's an Answer" fue coescrito con Terry Sachen un nuevo socio de los Beach Boys. Mike Love fue coacreditado en la primera canción del álbum, "Wouldn't It Be Nice", y en "I Know There's an Answer", pero con excepción de su contribución en "I'm Waiting for the Day", sus contribuciones como compositor se cree que han sido mínimas. El grado exacto de contribución de Love en "Wouldn't It Be Nice" nunca fue completamente determinado, pero Asher declaró bajo juramento en un tribunal de justicia que las contribuciones de Love consistieron en la mulletilla "Good night my baby/Sleep tight, my baby", y un posible arreglo vocal de menor importancia.

## Escritura y composición
A principios de enero de 1966, Wilson se puso en contacto con el poeta y joven publicista Tony Asher, para que lo ayudara a escribir los temas del nuevo álbum. Según Asher (quien apenas conocía a Wilson), no podía imaginar que el propio Wilson lo hubiera buscado para su proyecto personal, ya que él no sabía nada acerca de su manera de trabajar. La mayoría de las canciones del álbum fueron escritas durante diciembre de 1965 y enero de 1966. Si bien la mayoría fueron escritas por Wilson con Tony Asher, "I Know There's an Answer" fue coescrita con otro nuevo socio, Terry Sachen. Volviendo de una gira de tres semanas por Japón y Hawái, los miembros de la banda - Mike Love, Al Jardine, Carl y Dennis Wilson - quedaron impresionados por los nuevos sonidos inusuales, las técnicas musicales y la letra de las canciones que Wilson había creado para el nuevo disco. Love, en particular, quedó perplejo al ver que Wilson no incluyó en sus composiciones cosas referentes a "los coches, las chicas y la playa", fórmula que exitosamente había marcado la carrera del grupo hasta ese momento.
La influencia básica de Love sobre la canción "I Know There's an Answer" consistió supuestamente en estar tenazmente opuesto a que el tema se titulara originalmente "Hang On to Your Ego", y su insistencia a que fuera retitulada y de nuevo escrita, pues le parecía que la letra hacía apología de la droga.

Yo sabía que Brian comenzaba a experimentar con LSD y otras drogas psicodélicas. En ese tiempo prevalecía la opinión de que, consumiendo ciertas dosis de droga, te destruiría el ego que tenías, como si eso fuera algo positivo.
Mike Love

Finalmente el título de la canción fue cambiado junto con algunas partes de la letra, debido a que podían causar una "gran controversia". Sin embargo, cuando se volvió a editar posteriormente en disco compacto, se incluyó la versión original sin que los críticos encontraran nada de escandaloso en el texto.
"Wouldn't It Be Nice" es una de varias canciones cuya letra Asher escribió de manera independiente. Más tarde Love colaboró en la parte final, con la frase "Good night my baby / Sleep tight, my baby" (en español: "Buenas noches, querida / Duerme bien, querida").
En la canción "God Only Knows" (en español: "Solo Dios sabe") Asher y Wilson tuvieron largas conversaciones sobre si usar la palabra god en la misma, pensando que podría traer controversia, ya que no era habitual el uso de aquella palabra en canciones y Wilson pensó que su canción no iba a ser reproducida en radio por ello, aunque existía el antecedente de "God Bless America" cantada por Kete Smith. La esposa de Wilson, Marilyn Rovell pensó también que la canción podría ser controvertida: "La primera vez que la escuché, Brian la tocó para mí al piano. Y pensé: 'Dios mío, está hablando de Dios en un disco'. Me resultó muy atrevido (...) En otra ocasión pensé para mis adentros 'oh, cielos, de verdad se va a arriesgar'.

## Grabación y producción

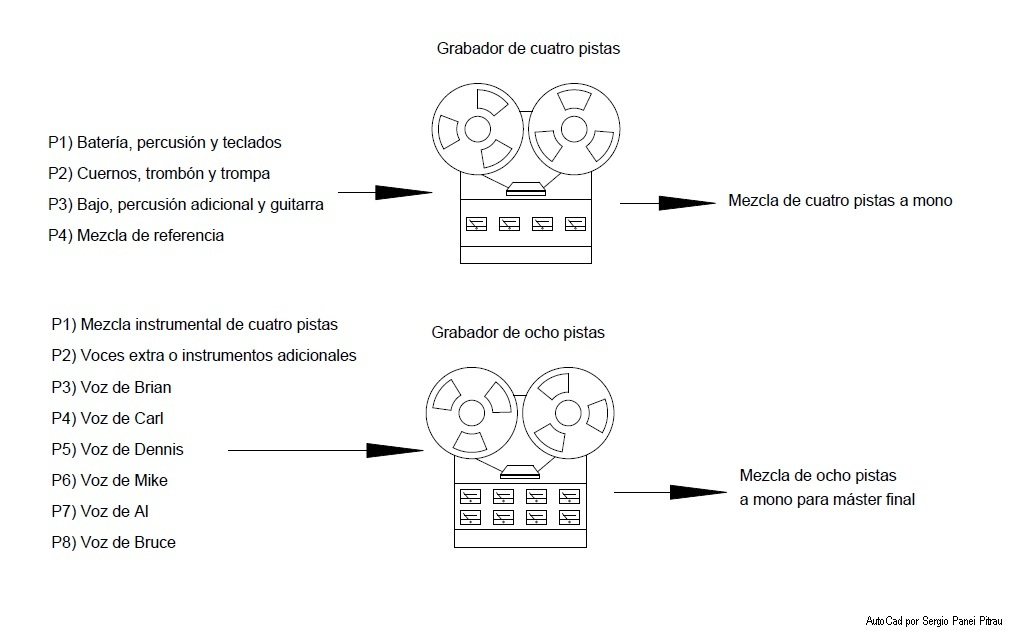
Esquema de grabación empleando el método de reducción de pistas que se usó para grabar Pet Sounds.

Después de escribir y diseñar las canciones, Brian Wilson se puso a trabajar en las grabaciones y arreglos musicales a principios de enero de 1966. Cuando el resto de los integrantes de la banda llegaron de una gira por Asia, ya se tenían preparadas seis canciones para el álbum y todo el material para comenzar las grabaciones. A pesar de que el grupo no confiaba en que el álbum tuviera éxito, Wilson logró convencerlos para grabarlo, aunque en lo personal Mike Love se opuso a la nueva idea de Brian, y siguió opinando que el álbum fracasaría. Para grabar las pistas instrumentales Wilson usó a los músicos de la The Wrecking Crew, conocidos por sus buenos dotes en el campo. Mike Love, Carl Wilson, Dennis Wilson, Al Jardine y Bruce Johnston trabajaron en su mayoría como vocalistas, siguiendo las instrucciones de Wilson. Solo Carl y Dennis tocaron guitarra y batería respectivamente en "That's Not Me".
En general, todas las pistas y arreglos musicales se realizaron durante cuatro meses, en los principales estudios de Los Ángeles (Gold Star Studios, United Western Recorders y Sunset Sound). Todas las canciones fueron arregladas y producidas por Brian Wilson, siendo también autor y coautor de todas las canciones, excepto de "Sloop John B" que es una canción tradicional del Caribe, aunque cabe reconocer que Wilson cambió algunas estrofas e hizo arreglos en la canción. En algunas cintas sobrevivientes de las sesiones de grabación indican que el ambiente estaba abierto a sugerencias que podían surgirle a los músicos de sesión, a menudo tomando consejos y sugerencias de ellos e incluso incorporando errores aparentes si proporcionan una alternativa útil o interesante. En una de las sesiones se puede escuchar como el pianista Don Randi le aconseja a Wilson en la grabación tocar el piano en staccato en "God Only Knows", lo cual éste termina aceptando. Con frecuencia se duplicó el uso del bajo (típicamente usando un contrabajo y un bajo eléctrico), guitarras y partes de teclado, mezclándolos con reverberación y adición de otros instrumentos poco comunes. En la escritura y arreglos, Brian aclaró: "A veces yo sólo escribo una hoja de acordes y que sería para piano, órgano o clavecín o nada ... Escribí todas las partituras de corno separadas de los teclados. Escribí un diagrama básico de teclado, violines, cornos, y contrabajos y percusión".
De acuerdo con Jardine, a cada miembro Brian le enseñó sus líneas vocales individuales en un piano. Él explica: "Todas las noches íbamos por una escucha [de lo que habían grabado]. Nos sentábamos alrededor y escuchamos lo que habíamos hecho la noche anterior. Alguien podría decir, bueno, eso es bastante bueno, pero podemos hacerlo mejor ... Teníamos algo de memoria fotográfica en cuanto a las partes vocales, estaba preocupado por lo que nunca había sido un problema para nosotros". Este proceso resultó ser el trabajo más exigente que el grupo había realizado hasta entonces. Durante la grabación, Mike Love llamaba a Brian "orejas de perro", un apodo que hace referencia al hecho de que los perros pueden detectar sonidos mucho más allá de los límites de la audición humana.
Love luego resumió que:

Nosotros trabajamos y trabajamos en las armonías y, si había el menor indicio de alguna desafinación leve, no continuaríamos. Tendríamos que hacerlo otra vez hasta que estuviese correcto. [Brian] iba por cada detalle sutil que usted apenas podría percibir. Cada voz tenía que estar correcta, todas las voces y su resonancia y la tonalidad tenían que estar correctas. El tiempo tenía que estar en correcto. El timbre de las voces tenía que estar correcto, de acuerdo a cómo lo sentía. Y entonces él podría, al día siguiente, borrar todo lo que había hecho por completo y tener que volver a hacerlo de nuevo.

Además Love mencionó que Wilson quería probar todas las opciones posibles de entonación, realizando todo tipo de grabaciones.
A pesar de que los estudios disponían de la tecnología necesaria para editar el álbum en formato estéreo, Wilson decidió hacerlo en sonido mono. Esto lo hizo por varias razones: Una de ellas era que creía que el sonido no luciría al máximo en estéreo, debido a las tantas capas sónicas que tenía la instrumentación en el disco. En segundo lugar, la radio contemporánea, la televisión y la mayoría de los medios de difusión de música utilizaban aún sonido mono. Por otra parte, Wilson era casi completamente sordo de un oído, de manera que, personalmente, apreciaba mejor el sonido mono.
Durante los años anteriores, Wilson había desarrollado un gran nivel en su método de producción musical, utilizando ahora toda esa experiencia para Pet Sounds. Una de las técnicas utilizadas por Wilson en el álbum fue un refinamiento de la famosa técnica Wall of Sound del productor Phil Spector, que se conseguía mezclando muchos instrumentos y voces creando el efecto de una inmensa capa de sonido. De hecho, Wilson ha declarado que el título del álbum utilizaba las iniciales de Spector como un homenaje hacia él.
Aunque hay tomas de los estudios Gold Star y Columbia, la mayor parte de Pet Sounds fue grabada en Western, en la cabina 3, la de menor superficie de las instalaciones. La consola de mezclas, fabricada artesanalmente por el ingeniero Bill Putnam, empleaba módulos Putnam's Universal Audio 610, solo contaba con doce líneas de entrada. Los únicos efectos posibles eran la reverberación y eco. El disco fue grabado en cintas Scotch 201 y 203 compradas al por mayor, sin control de calidad previo.
El 17 de febrero de 1966, Brian Wilson y los músicos de sesión hicieron una grabación de "Good Vibrations", para así finalizar las primeras sesiones del álbum y enviar una vista preliminar a Capitol Records. En marzo se volvió a realizar una grabación de "Good Vibrations" utilizando el electroteremín, siendo ésta la definitiva, aunque para sorpresa de los demás integrantes de la banda, Wilson decidió descartarla de Pet Sounds, ya que según él, no encajaría en el álbum; además, la quería perfeccionar más, y ponerla en algún álbum futuro.

Hasta ese momento todos habíamos asumido que "Good Vibrations" iba a formar parte de Pet Sounds, pero Brian decidió no incluirlo. Nosotros nos sentíamos mal y a la vez impotentes, pero la decisión final dependía de él.
Al Jardine.

El coste total de producción de Pet Sounds ascendió a la cifra inaudita de 70 000 dólares (hoy equivalente a 510 000 dólares), y se terminó de mezclar en una sola sesión de nueve horas.

## Mezcla e ingeniería

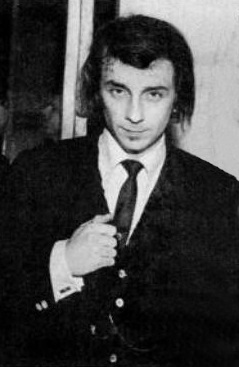
La técnica del wall of sound del productor Phil Spector fue una constante durante el trabajo de Brian Wilson.

Aunque el sonido del Wall of Sound de Phil Spector era auditivamente complejo, muchas de las grabaciones más conocidas bajo su famosa técnica se registraron en magnetófonos de cinta abierta Ampex de tres pistas. Las pistas instrumentales de Spector eran grabadas en vivo, y por lo general en una sola toma. Estas pistas instrumentales se mezclaban en vivo, en mono, y se pegaban directamente sobre una pista de la grabadora de tres pistas.
En comparación, Brian Wilson produjo pistas de mayor complejidad técnica haciendo uso del método de reducción de pistas empleando grabadoras de 4 y 8 pistas con tecnología de última generación. La mayoría de las piezas de acompañamiento fueron registradas en una grabadora de 4 pistas, antes de ser mezcladas en mono en una pista de una máquina de 8 pistas. Brian típicamente dividió los instrumentos por tres vías: batería -percusión- teclado, cuernos, y bajo -percusión adicional- guitarras. La cuarta pista por lo general contiene una mezcla de referencia en bruto utilizada durante la reproducción en la sesión, después de ser borrada con doblajes tales como una sección de cuerdas. Después de la mezcla de 4 pistas a mono para grabar la pista a una máquina de 8 pistas, seis de las siete pistas restantes generalmente se usaban para cada una de las voces de los Beach Boys. La última pista se solía reservar para agregar nuevos elementos, como las voces extra o instrumentos adicionales.
Las voces fueron grabadas usando dos micrófonos U-47 Neumann, en donde cantaron Dennis, Carl y Jardine, y un 5-35 usado por Brian para su voz principal. Brian relató como le enseñó a Dennis grabar voces: "Bueno, tenía muchos problemas cantando en el micrófono. Simplemente no sabía muy bien cómo mantenerse en el micrófono. Era un chico muy nervioso. Una persona muy nerviosa. Así que le enseñé un truco, de cómo grabar y me dijo, 'Hey Brian. Eso funciona muy bien. ¡Gracias!'. Y yo dije: 'No pasa nada, Dennis': Estaba realmente feliz. Le mostré, no la forma de cantar, pero le enseñé una manera de sacar lo mejor de sí mismo". Mike Love cantó la mayoría de las voces graves del álbum, pero tuvo que usar un micrófono extra debido a su rango de volumen grave. Brian estaba usando hasta seis de las ocho pistas del máster multipista para poder grabar la voz de cada miembro por separado, lo que permitió un mayor control sobre el balance de las voces para la mezcla final. Una verdadera mezcla estereofónica (en esa época aún se editaban algunos álbumes en falso estéreo) de Pet Sounds no fue considerada para editarse en 1966 en gran parte debido a la compleja logística de la etapa de mezcla. Sin embargo, a pesar de la posibilidad que tenían los estudios de grabar el álbum en estéreo, Brian mezcló la versión final de sus grabaciones en mono, al igual que Spector. Lo hizo porque sentía que la masterización en mono proporcionaba un control más sonoro sobre el resultado final, independientemente de los caprichos de la ubicación de los altavoces y calidad del sistema de sonido de los oyentes. Cabe destacar que para 1966 la mayoría de transmisiones de radios y televisión eran aún en monoaural, al igual que las radios domésticas como los radios del automóvil y tocadiscos funcionaban en mono. Otra y la razón más personal es, que Brian era casi sordo de un oído.
Brian dedicó algunas de las sesiones de Pet Sounds para algo de indulgencias de vanguardia tales como un extendido a capella de la canción infantil "Row, Row, Row Your Boat", explotando el uso de la canción a través de rondas de cintas en delay y doblaje. Hay al menos media hora de carretes de cinta en donde Brian y algunos amigos intentan crear un álbum de comedia psicodélico, presagiando gran parte de su trabajo en SMiLE, que fue ideado para suceder a Pet Sounds. El único producto de estas sesiones que terminó apareciendo en Pet Sounds fue un extracto de los perros de Brian ladrando acompañado de una grabación de trenes circulando, que puede haber sido extraído del álbum Mister D's Machine de efectos de sonido de 1963. Brian también pudo haber considerado brevemente la idea de grabar otro animal para la sección, como lo demuestra un fragmento de charla en el estudio del "Dog Barking Session" (incluido en el box set The Pet Sounds Sessions). Este cuenta con Brian inocentemente preguntando al ingeniero de sonido Chuck Britz: "Hey, Chuck, ¿es posible que podamos llevar un caballo aquí sin ... que estropeemos todo?", A lo que un Britz claramente sorprendido responde "¿Perdón?", Brian luego termina suplicando, "Te lo juro por Dios, ¡el caballo es manso y todo!".

## Material inédito
El 15 de octubre de 1965, Brian fue al estudio para grabar una pieza instrumental titulada "Three Blind Mice", que no tenía ninguna conexión musical con la canción infantil del mismo nombre. A mediados de febrero de 1966, Brian estaba en el estudio con su grupo de sesión para registrar la primera toma de una nueva composición, "Good Vibrations", pero que fue suspendida para seguir con Pet Sounds. Un tercer instrumental, llamado "Trombone Dixie", se había completado totalmente, pero se mantuvo en los archivos hasta su inclusión en la edición remasterizada en CD del álbum en 1990. Según Brian: "Sólo estaba tonteando un maldito día por ahí con los músicos, y tomé ese arreglo de mi la cartera y lo hicimos en 20 minutos. No era nada, no había nada realmente importante en él".

## Álbum conceptual
El álbum conceptual tuvo un resurgimiento en la década de 1960 entre los artistas pop, cuando muchos lanzamientos de rock incluyendo Pet Sounds presentaban un conjunto de canciones temáticas. Otros artistas de rock, como Frank Zappa y The Mothers of Invention, The Beatles y The Who posteriormente editaron álbumes conceptuales. Pet Sounds fue un retrato musical del estado de animo de Brian Wilson. A pesar de que Pet Sounds mantiene una temática algo unificada en su contenido emocional, Wilson y Tony Asher han dicho en repetidas ocasiones que no se pretendió que sea necesariamente una narración. Asher explicó que "verdaderamente generamos espontáneamente muchas de esas canciones" de largas conversaciones, íntimas centradas alrededor de sus "experiencias y sentimientos acerca de las mujeres y las distintas etapas de las relaciones y así sucesivamente". Wilson declaró: "Si tomas el Pet Sounds como una colección de piezas de arte, cada una diseñada para funcionar en solitario, que sin embargo van juntas, verás a lo que yo apuntaba". A su juicio, Pet Sounds era una interpretación del Wall of Sound de Phil Spector, algo que Wilson aclaró diciendo: "En realidad no era un álbum conceptual de canciones o líricamente, sino que era realmente un álbum de concepto de producción". Marilyn creía que su relación con Brian era una referencia central dentro de las letras del álbum; es decir, en "You Still Believe in Me" y "Caroline, No". "You Still Believe in Me" cuenta con la primera expresión de temas introspectivos que impregnan el resto del álbum.
De las intenciones del compositor Kent observó: "[El] álbum documenta los intentos del participante masculino en llegar a un acuerdo con él mismo y el mundo que lo rodeaba. Cada canción señala una crisis de fe en el amor y la vida: la confusión ('That's Not Me'), desorientación (la asombrosamente hermosa 'I Just Wasn't Made for These Times'), el reconocimiento de la im-permanencia caprichosa del amor ('Here Today') y, por último, la gran traición de inocencia aparece en 'Caroline, No'. Por otra parte, teniendo en cuenta esta inclinación conceptual, hay ciertos factores incongruentes dentro de la construcción del álbum. La principal es la inclusión del exitoso sencillo "Sloop John B", así como de dos piezas instrumentales". Perone afirma en referencia a "Sloop John B" que la canción retrata con éxito las vivencias de un marinero que se siente "completamente fuera de lugar en su situación [que] está plenamente en consonancia con el sentir general de desorientación que hay a lo largo de muchas de las canciones".

## Portada y título
El 15 de febrero la banda viajó al Zoo de San Diego para tomar las fotografías que se utilizarían en la portada del nuevo álbum, que ya había sido llamado Pet Sounds. George Jerman fue acreditado por la fotografía que ilustra al álbum. De acuerdo con las notas publicadas en el álbum, la idea de fotografiar a la banda alimentando una variedad de caprinos fue extraída de una obra de teatro. Tanto el origen como el significado del título del álbum Pet Sounds son inciertos. Brian ha dicho que se trata de un homenaje a Phil Spector, haciendo coincidir con sus iniciales o que fue nombrado porque los sonidos favoritos de Brian en el álbum eran los de los animales. En otra ocasión, se le atribuyó el título del álbum a Carl.

## Publicación
A mediados de abril el álbum ya estaba terminado, y Brian concertó una cita para presentar el álbum a los ejecutivos de Capitol Records, y allí se presentaron los primeros problemas: los directivos amenazaron con cancelar la edición. Más tarde Brian Wilson los citó nuevamente, esta vez con varias cintas y grabadores, sin decir una palabra, mientras los ejecutivos esperaban algún planteamiento del nuevo álbum, Brian reprodujo una cinta tras otra con respuestas genéricas como "sin comentarios", "me gusta esa idea", "¿puedes repetir eso?", los jefes de Capitol abandonaron la reunión. Finalmente Pet Sounds fue lanzado el 16 de mayo de 1966. Un portavoz del sello había dicho "Pet Sounds probablemente se adelantó a su época y no vendía tanto como los anteriores productos de The Beach Boys". Nick Venet, quien fue productor de los primeros álbumes del grupo había dicho: "[Brian] Ya no pretende hacer discos, sino captar la atención del ambiente musical... Brian está tratando de atormentar a su padre con canciones que estén fuera del alcance de Murry, con melodías que no pueda entender. Se debe entender que era muy impulsivo, compulsivo. Nunca era posible saber lo que venía después". Sobre los problemas del sello con el nuevo álbum Carl Wilson dijo: "No entendieron nada, estaban muy incómodos. Tenían una imagen muy determinada del grupo y nada podía cambiarla".
El álbum no tuvo el éxito esperado por Brian Wilson, alcanzando como máximo el puesto n.º 10 en las listas de Estados Unidos. Gran parte de la culpa se le atribuyó a Capitol, por no haber promocionado el álbum lo suficientemente, condenándolo de forma anticipada al fracaso. Sin embargo, en el Reino Unido el álbum fue apoyado por la industria musical del país, alcanzando el puesto n.º 2 en las listas británicas. La moderada recepción comercial de Pet Sounds no fue solo para el propio álbum, sino que los sencillos del álbum también tuvieron una recepción regular: salvo "Sloop John B", que llegó al puesto n.º 3 en los Estados Unidos y al puesto n.º 2 en el Reino Unido. El segundo sencillo del álbum, "Wouldn't It Be Nice"/"God Only Knows", logró llegar al puesto n.º 8 en las listas estadounidenses, mientras que en el Reino Unido, el sencillo se publicó como "God Only Knows"/"Wouldn't It Be Nice", logrando alcanzar el puesto n.º 2. Después, "Here Today" fue lado B de "Darlin'" y "Let's Go Away for Awhile" fue lado B del tercer número uno de la banda, "Good Vibrations".
Cabe destacar que Capitol en el pasado había apoyado avances similares de otros artistas, no habiendo puesto objeción al cambio radical de registro de Nat King Cole en Nature Boy (1948), su álbum con una gran orquestación muy diferente a sus trabajos anteriores de jazz clásico. Así mismo, en los años cincuenta Frank Sinatra comenzó a zambullirse en canciones más sentimentales y tristes, que se situaban en la antítesis de su obra anterior. El crítico español José González Balsa explayó una razón al respecto:

¿Por qué entonces no consentían la progresión artística de Brian Wilson, su artista más rentable, vendedor millonario y ariete del pop de Estados unidos en plena beatlemanía? ¿Cómo no dedicaron más esfuerzo promocional a Pet Sounds y, aún peor, trataron de hundirlo? Probablemente tenían un problema de cuotas de mercado y, sobre todo, no admitían que un chico de 23 años, un rockero drogadicto, gozase de los mismos privilegios que los maduros Cole y Sinatra, intimo de gansters y de comportamiento más temerarios que el joven Wilson.

Las ventas de Pet Sounds nunca han estado del todo claras a causa de la desidia de su sello que entre 1966 y 1985 no entregó la documentación exigida por la empresa que otorga las certificaciones oficiales en Estados Unidos, la RIAA. Finalmente no fue hasta el año 2000 que fue certificado disco de oro y platino.
El periodista David Waist explica que el fracaso del álbum entre los fanáticos de la banda se debía a que no estaban dispuestos a adoptar un álbum orquestal, con melodías complejas y letras profundas, ya que The Beach Boys, en su pasado, no eran más que un grupo que componía canciones para un público adolescente. El ver que el álbum tenía un cambio radical y sin ningún parecido a los anteriores, ocasionó que no tuviera atracción entre los fanáticos del grupo.

### Lanzamiento y recepción en Reino Unido
El mayor éxito del álbum fue en el Reino Unido, donde alcanzó el número 2 y permaneció en los primeros diez puestos durante seis meses. Fue ayudado por el apoyo de la industria musical británica, que abrazó el disco. Bruce Johnston afirmó que cuando estaba en Londres en mayo de 1966, una serie de músicos y otros invitados se reunieron en su habitación de hotel para escuchar repetidas reproducciones del álbum. Esto incluía a John Lennon, Paul McCartney y Keith Moon. Moon mismo involucró a Johnston ayudándolo a obtener cobertura en los circuitos de televisión británicos y conectándolo con Lennon y McCartney. Inicialmente, EMI no tenía planes de emitir el álbum en el Reino Unido. Johnston afirmó que Pet Sounds tuvo tanta publicidad que "forzó a EMI para editar el disco más pronto".
Pet Sounds fue editado en el Reino Unido el 27 de junio. En respuesta al éxito de los sencillos "Barbara Ann", "Sloop John B" y "God Only Knows" en el Reino Unido, EMI inundó el mercado con otros álbumes de la banda, incluyendo Beach Boys' Party!, The Beach Boys Today! y Summer Days (and Summer Nights!!). Además, Best of The Beach Boys alcanzó el segundo puesto durante cinco semanas hasta fin de año. The Beach Boys se convirtieron en el grupo de mayor venta de álbumes en el Reino Unido para el último trimestre de 1966, destronando el reinado de tres años de bandas nativas como los Beatles.
Derek Taylor, publicista de los Beach Boys, es ampliamente reconocido por haber sido el instrumental de este éxito, gracias a sus conexiones de larga data con los Beatles y otras figuras de la industria en el Reino Unido. La prensa musical publicó anuncios que decían que Pet Sounds era: "¡El álbum pop más progresivo de todos los tiempos!". El editor fundador de la revista Rolling Stone, Jann Wenner, recordó más tarde que los fanáticos en el Reino Unido identificaron a los Beach Boys como "años por delante" de los Beatles y declararon que Brian Wilson era un "genio". Carlin escribe que Andrew Oldham, el gerente de los Rolling Stones, sacó un anuncio de página completa en Melody Maker en el que elogió a Pet Sounds como "el mejor álbum jamás hecho".

## Interpretaciones en vivo
Después de su lanzamiento, varias canciones de Pet Sounds se convirtieron en clásicos para ser interpretados en las actuaciones en directo del grupo, incluyendo "Wouldn't It Be Nice", "Sloop John B" y "God Only Knows". Se llegaron a interpretar otras canciones aunque de forma esporádica y con poca frecuencia a través de los años, mientras que el álbum nunca se interpretó totalmente en vivo con todos los miembros del grupo. A finales de 1990, Carl Wilson vetó una oferta para que los Beach Boys interpretaran Pet Sounds para diez conciertos, razonando que los arreglos de estudio eran demasiado complejos para el escenario, y que Brian no podía cantar sus piezas originales.
Como solista, Brian interpretó todo el álbum en directo en tres ocasiones durante sus giras de 2002 y 2006, en algunas fechas de la gira estuvo presente su compañero de banda Al Jardine. También lo interpretó en dos ocasiones durante su gira de 2013, que además de incluir a Jardine también contó con otro miembro de los Beach Boys, el guitarrista David Marks. Las grabaciones de los conciertos de 2002 de Wilson fueron editados en Pet Sounds Live.

## Reediciones
En su momento, Capitol editó el álbum en carrete de cinta abierta, con el catálogo TA-T 2458 a velocidad de 3 ¾ pulgadas por segundo. En 1980 Capitol reeditó el álbum en formato de cartucho de 8 pistas. En 1968 la discográfica Capitol lanzó al mercado un compilado de quince canciones instrumentales del grupo, titulado como Stack-O-Tracks. En este álbum se encontraron cuatro canciones de Pet Sounds, debido a la sofisticada instrumentalización que había en el álbum, las cuales fueron: "Sloop John B", "Wouldn't It Be Nice", "God Only Knows" y "Here Today". En 1972 se adjuntó y vendió Pet Sounds junto a Carl and the Passions - "So Tough" como un álbum doble, pero con la portada de Carl and The Passions - So Tough.
En 1990, Pet Sounds debutó en CD con la adición de tres pistas inéditas: "Unreleased Backgrounds" (una sección de demostración a cappella de "Don't Talk" cantada por Wilson), "Hang On to Your Ego" y "Trombone Dixie". La edición fue preparada a partir del master mono original de 1966, por Mark Linett, quien usó el procesamiento No Noise de Sonic Solutions para mitigar el daño que había acumulado el master físico. Se convirtió en uno de los primeros CD en vender más de un millón de copias.
En 1993, Capitol lanzó un box set de cuatro CD que contenía material inédito de las sesiones de grabación de Pet Sounds, titulado The Pet Sounds Sessions, bajo el número de catálogo 37662.
Por el 30.º aniversario de Pet Sounds, se editó en junio de 1996 un sencillo de vinilo. El mismo se encuentra constituido por una versión en estéreo de "I Just Wasn't Made for These Times" que abarca todo el lado A del disco, mientras que una versión a capela de "Wouldn't It Be Nice" y una mezcla en estéreo de "Here Today", complementan el lado B.
En 2005, la discográfica Vitamin Records publicó un álbum en honor a Pet Sounds, llamado The String Quartet Tribute to the Beach Boys' Pet Sounds, que es simplemente el álbum interpretado por varios músicos.
En 2006, cumpliéndose cuarenta años del lanzamiento de este álbum, se lanzó un álbum doble de Pet Sounds en CD, llamado Pet Sounds: 40th Anniversary, conmemorando el 40 aniversario del álbum. El primer disco permitió escuchar el álbum en mono, tal como se publicó originalmente en su día, mientras que el segundo disco se presentó con la mezcla estereofónica, excepto el tema "Hang On to Your Ego", que aparecía en mono. También en el 2006, EMI Records lanzó un DVD llamado Pet Sounds (Bonus DVD) con el álbum y los videos musicales correspondientes.

## Videos promocionales
Se filmaron dos videoclips con "Sloop John B" y "God Only Knows" para Top of the Pops en el Reino Unido, ambas dirigidas por el recientemente contratado publicista de la banda recién empleados Derek Taylor. El primero fue filmado en la casa de Brian Wilson en Laurel Way con Dennis Wilson como camarógrafo (por eso no aparece), mientras que la segunda fue grabada en las inmediaciones de Lake Arrowhead. Mientras que la segunda película fue pensada para ser acompañada por fragmentos de "Wouldn't It Be Nice", "Here Today" y "God Only Knows", la BBC introdujo algunas modificaciones leves para reducir la longitud de la película.

## Recepción de la crítica
Aunque inicialmente Pet Sounds no se convirtió en un éxito, su influencia comenzó desde el día que se publicó. En el Reino Unido fue recibido con gran entusiasmo, siendo elogiado por la prensa musical diciendo que contenía unas de las "más grandes e impresionantes melodías, con letras realmente espirituales". El álbum hizo merecedores a The Beach Boys de honores como el mejor grupo del año en las encuestas realizadas por la NME, estando por encima de bandas como The Beatles. Opiniones de algunos críticos modernos lo han favorecido en lo general, considerándolo el mejor álbum de la banda y uno de los mejores de la década de 1960, diciendo que el álbum era de tal calibre, que apenas había sido apreciado su contenido musical en toda su vastedad.
Las primeras críticas del álbum en los Estados Unidos variaron de negativas a tentativamente positivas. La concisa reseña de Billboard, publicada inusualmente tarde, lo calificó como un "LP emocionante y bien producido" con "dos cortes instrumentales soberbios" y destacó el "gran potencial individual" de "Wouldn't It Be Nice". El biógrafo David Leaf escribió en 1978 que el álbum recibió elogios "dispersos" de los críticos estadounidenses; los fanáticos del grupo inicialmente consideraron que Pet Sounds era demasiado desafiante y: "rápidamente pasaron la voz de 'mantenerse alejados del nuevo álbum de Beach Boys, es extraño'".
Melody Maker publicó un artículo en el que se preguntó a muchos músicos pop si creían que el álbum era verdaderamente revolucionario y progresivo o "tan enfermizo como la mantequilla de maní". El autor concluyó que "el impacto del disco en los músicos y los hombres detrás de los artistas ha sido considerable". Entre los músicos que contribuyeron a la encuesta de Melody Maker de 1966: Spencer Davis de Spencer Davis Group dijo: "Brian Wilson es un gran productor discográfico. No he pasado mucho tiempo escuchando a los Beach Boys antes, pero ahora soy un fanático, y solo quiero escuchar este LP una y otra vez". Eric Clapton entonces miembro de Cream, dijo que a todos en su banda les encantó el álbum, y agregó que Wilson era "sin duda un genio del pop". Andrew Oldham le dijo a la revista: "Creo que Pet Sounds es el álbum más progresista del año tanto como lo fue Scheherazade de Rimsky-Korsakov. Es el equivalente pop de eso, un ejercicio completo de música pop".
Tres de las nueve personas citadas en la encuesta de Melody Maker (Keith Moon, Michael D'Abo de Manfred Mann y Scott Walker de los Walker Brothers) no estaban de acuerdo en que el álbum fuera revolucionario. D'Abo y Walker favorecieron los trabajos anteriores de los Beach Boys, al igual que el periodista y presentador de televisión Barry Fantoni, quien expresó su preferencia porToday! y afirmó que Pet Sounds era "probablemente revolucionario, pero no estoy seguro de que todo lo revolucionario sea necesariamente bueno". Pete Townshend de The Who opinó que "el nuevo material de los Beach Boys es demasiado remoto y fuera de lugar. Está escrito para una audiencia femenina".
En otros números de Melody Maker, Mick Jagger declaró que no le gustaban las canciones pero que disfrutaba del álbum y sus armonías, mientras que John Lennon dijo que Wilson estaba "haciendo cosas muy buenas". A fines de 1966, la revista coronó a Pet Sounds y Revolver de los Beatles como el "Álbum pop del año" conjunto. El portavoz del periódico escribió: "Discutimos, discutimos y discutimos y aún así el panel pop de MM no pudo ponerse de acuerdo sobre cuál era el Álbum pop del año. La votación se dividió en partes iguales... Se bebieron tazas de café y se rompieron hojas de papel antes de que finalmente acordáramos comprometernos y votar tanto por The Beatles como por Beach Boys".
The Beatles reconocieron que el álbum tuvo una gran influencia al construir ellos su conocido álbum conceptual Sgt. Pepper's Lonely Hearts Club Band. El productor de The Beatles, George Martin, dijo que "sin Pet Sounds no hubiera existido el Sgt. Pepper's, afirmando asimismo que el Sgt. Pepper's solo fue un intento de alcanzar el nivel de Pet Sounds. El miembro de The Beatles Paul McCartney, lo ha colocado como uno de sus álbumes favoritos diciendo sobre él:

Pet Sounds fue realmente impresionante. Me encanta este álbum. Le he comprado a cada uno de mis hijos una copia de este disco. Creo que nadie puede tener una educación musical si no ha escuchado este álbum. Me gusta la orquesta, los arreglos y tal vez va a parecer exagerado si digo que este disco es el clásico del siglo, pero para mí es sin duda un disco clásico que es inmejorable en muchos sentidos. Creo que fue realmente la gran influencia que me hizo grabar el Sgt. Pepper's.

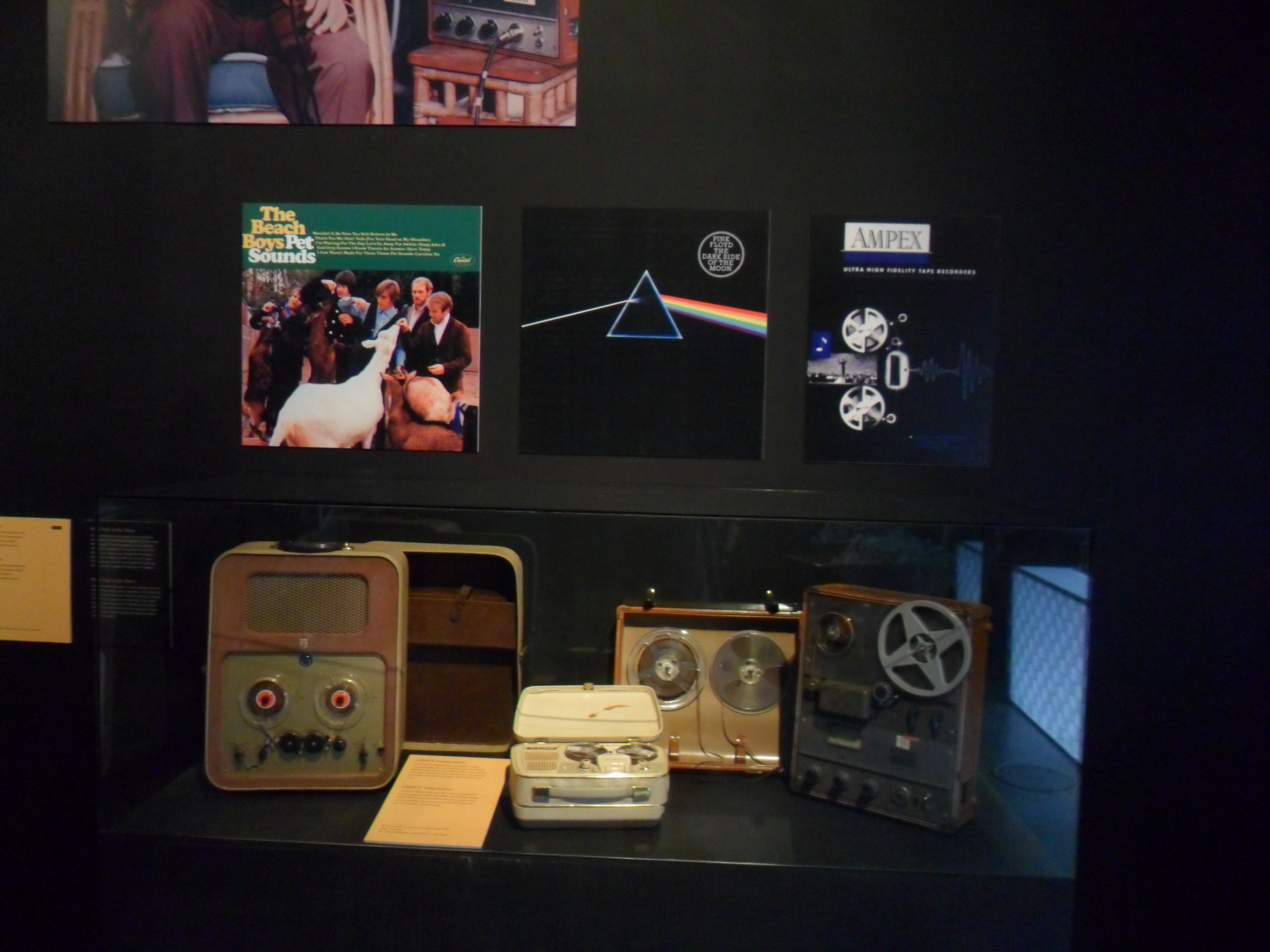
Pet Sounds expuesto en la muestra "Atrapando el Sonido" de la Fundación Telefónica en Argentina, por su contribución al sonido grabado.

En 2004,Pet Sounds se conservó en el Registro Nacional de Grabaciones de la Biblioteca del Congreso por ser "cultural, histórica o estéticamente significativo". Ese año,Pet Sounds superó a Revolver como el mejor álbum en Acclaimed Music, un sitio web que agrega estadísticamente cientos de listas publicadas. Ha mantenido esta clasificación más de diez años después. Para 2006, más de 100 publicaciones y periodistas nacionales e internacionales habían alabado a Pet Sounds como uno de los mejores álbumes jamás grabados. En el libro de 101 álbumes que cambiaron la música popular, Pet Sounds de Chris Smith publicado en 2009, se evalúa como "una de las grabaciones más innovadoras del rock" y como el trabajo que "elevó a Brian Wilson de un talentoso líder de banda a un genio de estudio".
Otros artistas también han elogiado a Pet Sounds llamándolo uno de los más grandes de todos los tiempos. Eric Clapton dijo:

Considero que Pet Sounds es uno de los más grandes discos de pop que han aparecido en la historia. Todo su contenido musical absorbe los sentimientos que hay en mí.

Elton John ha dicho sobre el álbum:

Decir que me encantó sería quedarse muy corto. Nunca había escuchado unos sonidos tan encantadores, tan perfectamente grabados. No cabe duda de que ha cambiado la manera en que yo, y otra gente, grabamos nuestra música.

Rivers Cuomo mencionó el álbum como su mayor influencia durante sus inicios:

Realmente llegué a amar las melodías, la progresión de acordes y la emoción de ese disco. Tiene que ser una de las mayores influencias de cuando Weezer comenzaba.

El mismo Mike Love que al comienzo de la grabación de Pet Sounds se manifestó en contra, en una entrevista cuando le preguntaron cual era el mejor álbum de The Beach Boys según él, Love dijo que Pet Sounds lo es.

## Repercusión en Brian Wilson
Debido a la mala recepción comercial de Pet Sounds, Brian Wilson sintió una gran decepción, provocando que comenzara a experimentar con más y nuevas drogas, teniendo efectos negativos en sus trabajos posteriores. En un intento por superar este álbum, Pet Sounds, Wilson inició los trabajos de su nuevo proyecto, SMiLE, sin embargo, debido posiblemente a los problemas con las drogas y al bajo apoyo dado tanto por la banda como por la compañía discográfica, Wilson canceló este nuevo proyecto. Otro factor importante, citada en el documental de SMiLE, fue la salida de "Strawberry Fields Forever" el nuevo sencillo de The Beatles en Estados Unidos. Brian escuchó la canción mientras conducía su automóvil y estuvo tan impresionado por lo que tuvo que detener el automóvil y escuchar, al terminar la canción comentó a su compañero que The Beatles habían logrado con esa canción lo que él andaba buscando en la concepción de SMiLE.

## Reconocimientos
En noviembre de 2004, la revista Rolling Stone colocó en su lista de las 500 mejores canciones de todos los tiempos a 3 canciones pertenecientes a Pet Sounds: "God Only Knows" en el puesto n.º 25, "Caroline, No" en el puesto n.º 211 y "Sloop John B" en el puesto n.º 271.
| Publicación         | País           | Lista                                                           | Año  | Posición |
| ------------------- | -------------- | --------------------------------------------------------------- | ---- | -------- |
| New Musical Express | Reino Unido    | Los cien mejores álbumes de la historia                         | 1993 | 1        |
| The Times           | Reino Unido    | Los cien mejores álbumes de todos los tiempos                   | 1993 | 1        |
| Mojo                | Reino Unido    | Los 100 álbumes mejor hechos                                    | 1995 | 1        |
| Amazon.com          | Estados Unidos | Los 10 mejores álbumes por década.                              | 1999 | 3        |
| Elvis Costello      | Reino Unido    | Los 500 mejores álbumes que tu necesitas - Lo mejor de lo mejor | 2000 | *        |
| Rolling Stone       | Estados Unidos | Los 500 mejores álbumes de todos los tiempos                    | 2003 | 2        |
| Q                   | Reino Unido    | Los 20 mejores álbumes de 1954-1969                             | 2004 | 4        |
| Uncut               | Reino Unido    | Los 20 mejores álbumes de 1966                                  | 2006 | 2        |
| Robert Dimery       | Estados Unidos | 1001 discos que hay que escuchar antes de morir                 | 2007 | *        |
| Mojo                | Reino Unido    | Las 100 grabaciones que cambiaron el mundo                      | 2007 | 21       |

(*) listas designadas sin un orden establecido.

## Lista de canciones
Todas las canciones escritas y compuestas por Brian Wilson y Tony Asher, excepto donde se indica. 
| Lado A |                                                  |                          |          |  |
| N.º    | Título                                           | Vocalista principal      | Duración |  |
| 1.     | «Wouldn't It Be Nice» (Wilson, Asher, Mike Love) | Brian Wilson y Mike Love | 2:25     |  |
| 2.     | «You Still Believe in Me»                        | Brian Wilson             | 2:32     |  |
| 3.     | «That's Not Me»                                  | Mike Love y Brian Wilson | 2:29     |  |
| 4.     | «Don't Talk (Put Your Head on My Shoulder)»      | Brian Wilson             | 2:53     |  |
| 5.     | «I'm Waiting for the Day» (Wilson, Love)         | Brian Wilson             | 3:05     |  |
| 6.     | «Let's Go Away For Awhile» (Wilson)              | Instrumental             | 2:20     |  |
| 7.     | «Sloop John B» (Trad., Wilson)                   | Brian Wilson y Mike Love | 3:06     |  |

| Lado B |                                                   |                                                                |          |  |
| N.º    | Título                                            | Vocalista principal                                            | Duración |  |
| 1.     | «God Only Knows»                                  | Carl Wilson: con Bruce Johnston y Brian Wilson en coros        | 2:52     |  |
| 2.     | «I Know There's an Answer» (Wilson, Sachen, Love) | Mike Love [versos], Al Jardine [versos] y Brian Wilson [coros] | 3:11     |  |
| 3.     | «Here Today»                                      | Mike Love                                                      | 2:55     |  |
| 4.     | «I Just Wasn't Made for These Times»              | Brian Wilson                                                   | 3:13     |  |
| 5.     | «Pet Sounds» (Wilson)                             | Instrumental                                                   | 2:23     |  |
| 6.     | «Caroline, No»                                    | Brian Wilson                                                   | 2:52     |  |

Bonus track de la reedición en CD de 1990
| 1990 CD reissue bonus tracks |                                               |                     |          |  |
| N.º                          | Título                                        | Vocalista principal | Duración |  |
| 14.                          | «Unreleased Backgrounds» (B. Wilson)          | The Beach Boys      | 0:50     |  |
| 15.                          | «Hang on to Your Ego» (B. Wilson/Sachen/Love) | B. Wilson           | 3:18     |  |
| 16.                          | «Trombone Dixie» (B. Wilson)                  | instrumental        | 2:53     |  |

Bonus track de la reedición en CD de 2001
| 2001 CD reissue bonus track |                                               |                     |          |  |
| N.º                         | Título                                        | Vocalista principal | Duración |  |
| 14.                         | «Hang on to Your Ego» (B. Wilson/Sachen/Love) | B. Wilson           | 3:20     |  |

- Mike Love fue acreditado por la coescritura de "Wouldn't It Be Nice" cuando ganó un juicio contra Brian Wilson demandando, que había escrito algunas canciones en donde no había sido acreditado, por lo que en las subsiguientes ediciones de Pet Sounds, como en diversas compilaciones aparece acreditado en la canción.[164]
- Al Jardine nunca fue acreditado por los arreglos en "Sloop John B".[165]

## Personal
La información respecto a los créditos atribuidos a Pet Sounds está adaptada de Allmusic.com.
The Beach Boys
- Al Jardine - armonía y coros, pandereta (no acreditado)
- Bruce Johnston - armonía y coros
- Mike Love - armonía y coros
- Brian Wilson - armonía y coros, órgano, piano; bajo y bajo Danelectro en 'That's Not Me', arreglos, efectos de sonido, productor discográfico
- Carl Wilson - armonía y coros, guitarra
- Dennis Wilson - armonía y coros, batería

Músicos de sesión
| - Arnold Belnick - violín - Chuck Berghofer - contrabajo - Hal Blaine - batería, percusión - Norman Botnick - viola - Glen Campbell - guitarra - Frank Capp - percusión - Al Casey - guitarra - Ray Caton - trompeta - Jerry Cole - guitarra - Kyle Burkett - guitarra - Andrew Maxson - bajo - Gary Coleman - percusión - Mike Deasy - guitarra - Al de Lory - piano, clavicordio y órgano - Joseph DiFiore - viola - Justin DiTullio - violoncelo - Steve Douglas - saxofón, clarinete, percusión, flauta - Jesse Erlich - violoncelo - Ritchie Frost - batería, percusión - Carl Fortina - acordeón - James Getzoff - violín - Jim Gordon - batería, percusión - Bill Green - saxofón, flauta, percusión - Leonard Hartman - corno inglés, clarinetes - Jim Horn - saxofones, flauta - Paul Horn - saxofón - Harry Hyams - viola - Jules Jacob - flauta - Plas Johnson - saxofones, percusión - Carol Kaye - bajo eléctrico - Barney Kessel - mandolina, guitarra | - Bobby Klein - saxofón - Larry Knechtel - órgano - William Kurasch - violín - Leonard Malarsky - violín - Frank Marocco - acordeón - Gail Martin - trombón - Nick Martinis - batería - Terry Melcher - pandereta - Mike Melvoin - clavicordio - Jay Migliori - saxofón, clarinetes, flauta - Tommy Morgan - armónica - Jack Nimitz - saxofón - Bill Pitman - guitarra - Ray Pohlman - mandolina, guitarra, bajo electrónico - Don Randi - piano - Jerome Reisler - violín - Lyle Ritz - contrabajo, ukulele - Alan Robinson - corno francés - Joseph Saxon - violoncelo - Ralph Schaffer - violín - Sid Sharp - violín - Billy Strange - guitarra - Ron Swallow - pandereta - Ernie Tack - trombón - Paul Tanner - electroteremín - Darrel Terwilliger - viola - Tommy Tedesco - guitarra - Julius Wechter - percusión - Jerry Williams - percusión - Tibor Zelig - violín |

Otros
- Ralph Balantin - ingeniero de sonido
- Mark Linett - productor, ingeniero de sonido, apuntes, coordinación, compilación, mezcla, remasterización digital, supervisor de audio
- Leonard Hartman - clarinete, clarinete (bajo), cuerno inglés
- Bruce Botnick - ingeniero de sonido
- Chuck Britz - ingeniero de sonido
- H. Bowen David - ingeniero de sonido
- Larry Levine - ingeniero de sonido

## Posiciones en listas

### Álbum
| Año  | Lista de éxitos     | Posición |
| ---- | ------------------- | -------- |
| 1966 | Billboard 200       | 10       |
| 1966 | UK Albums Chart     | 2        |
| 1972 | Billboard 200       | 50       |
| 1990 | Billboard 200       | 162      |
| 2001 | Top Internet Albums | 24       |

### Sencillos
| Año                                          | Canción                | Posiciones | Posiciones | Posiciones | Posiciones | Posiciones | Posiciones   | Sello/Catálogo |
| Año                                          | Canción                | [ 10 ]     | [ 12 ]     | [ 10 ]     | [ 10 ]     | [ 10 ]     | [ 10 ]       | Sello/Catálogo |
| -------------------------------------------- | ---------------------- | ---------- | ---------- | ---------- | ---------- | ---------- | ------------ | -------------- |
| 1966                                         |                        |            |            |            |            |            |              |                |
| "Sloop John B"/"You're So Good to Me"        | 3                      | 2          | —          | 1          | 1          | —          | Capitol 5602 |                |
| "Wouldn't It Be Nice"/ "God Only Knows"      | 8 39                   | — 2        | 2 —        | — 11       | — 6        | 12 —       | Capitol 5706 |                |
| "Good Vibrations"/"Let's Go Away For Awhile" | 1                      | 1          | 2          | 4          | —          | 1          | Capitol 5676 |                |
| 1967                                         | "Darlin'"/"Here Today" | 19         | 11         | —          | 21         | —          | 10           | Capitol 2068   |

## Participación en bandas sonoras
Las canciones de The Beach Boys han sido utilizadas en distintas bandas sonoras. El contenido de Pet Sounds no fue la excepción con apariciones en distintas películas:
| Fecha | Película ó episodio (serie)         | Canción                    |
| 1974  | Journey Through the Past            | "Let's Go Away For Awhile" |
| 1975  | Shampoo                             | "Wouldn't It Be Nice"      |
| 1981  | Modern Romance                      | "God Only Knows"           |
| 1982  | Luger                               | "God Only Knows"           |
| 1983  | The Big Chill                       | "Wouldn't It Be Nice"      |
| 1985  | One Crazy Summer                    | "Wouldn't It Be Nice"      |
| 1985  | Roger & Me                          | "Wouldn't it be Nice"      |
| 1991  | "Heartbreak" (The Wonder Years)     | "God Only Knows"           |
| 1993  | Forrest Gump                        | "Sloop John B"             |
| 1995  | Boogie Nights                       | "God Only Knows"           |
| 1999  | "The Sword of Orion" (Sports Night) | "Sloop John B"             |
| 2002  | Scooby-Doo                          | "God Only Knows"           |
| 2003  | "Calendar Girls"                    | "Sloop John B"             |
| 2003  | Love Actually                       | "God Only Knows"           |
| 2004  | 50 First Dates                      | "Wouldn't It Be Nice"      |
| 2006  | (Big Love) Presentación             | "God Only Knows"           |
| 2007  | Episodio 5 (Skins)                  | "God Only Knows"           |
| 2009  | The Boat That Rocked                | "Wouldn't It Be Nice"'     |
| 2019  | Toy Story 4 Avance                  | "God Only Knows"'          |